# ᶕ
ᶕ, appelé schwa hameçon rétroflexe ou schwa crochet rétroflexe, est une lettre latine anciennement utilisée dans l'alphabet phonétique international à partir de 1947, rendu obsolète en 1976. En 1989, le symbole alternatif avec le crochet rhotique, ɚ, est officiellement adopté, tout comme pour les autres voyelles.

## Représentations informatiques
Le schwa hameçon rétroflexe peut être représenté avec les caractères Unicode suivants : 
- composé (Supplément phonétique étendu) :

| formes    | représentations | chaînes de caractères | points de code | descriptions                                     |
| --------- | --------------- | --------------------- | -------------- | ------------------------------------------------ |
| minuscule | ᶕ               | ᶕ                     | U+1D95         | lettre minuscule latine schwa hameçon rétroflexe |

- avant l’ajout de U+1D95 à Unicode 4.1 en 2005, décomposé (Alphabet phonétique international, diacritiques) :

| formes    | représentations | chaînes de caractères | points de code | descriptions                                                          |
| --------- | --------------- | --------------------- | -------------- | --------------------------------------------------------------------- |
| minuscule | ə̢               | ə◌̢                    | U+0259 U+0322  | lettre minuscule latine schwa diacritique hameçon rétroflexe souscrit |